# کری کنران
کری کنران (انگلیسی: Kerry Conran؛ زادهٔ ۶ نوامبر ۱۹۶۴) یک کارگردان، و فیلم‌نامه‌نویس اهل ایالات متحده آمریکا است.